# Heinrich Olschowsky
Heinrich Olschowsky (* 16. November 1939 in Nakel) ist emeritierter Professor für Polonistik der Humboldt-Universität zu Berlin.
Olschowsky studierte Slawistik und Germanistik an den Universitäten in Greifswald und Berlin. 1965 schloss er das Studium erfolgreich ab. Im Anschluss war er an der Akademie der Wissenschaften als wissenschaftlicher Mitarbeiter tätig und promovierte über das poetische Werk von Tadeusz Różewicz. 1979 habilitierte er sich mit der Monographie „Lyrik in Polen. Strukturen und Traditionen im 20. Jahrhundert“.
1988 wurde er auf den Lehrstuhl für Polonistik am Institut für Slawistik der Humboldt-Universität in Berlin berufen und 2005 emeritiert.
Heinrich Olschowsky hielt 1990 die Laudatio für Karl Dedecius bei der Vergabe des Friedenspreises des Deutschen Buchhandels. Er ist Beisitzer im Kuratorium der Deutsch-Polnischen Gesellschaft.